# Nazionale di bob della Corea del Sud
La nazionale di bob della Corea del Sud è la selezione che rappresenta la Corea del Sud nelle competizioni internazionali di bob.
La squadra ha preso parte a quattro edizioni dei Giochi olimpici invernali.

## Storia

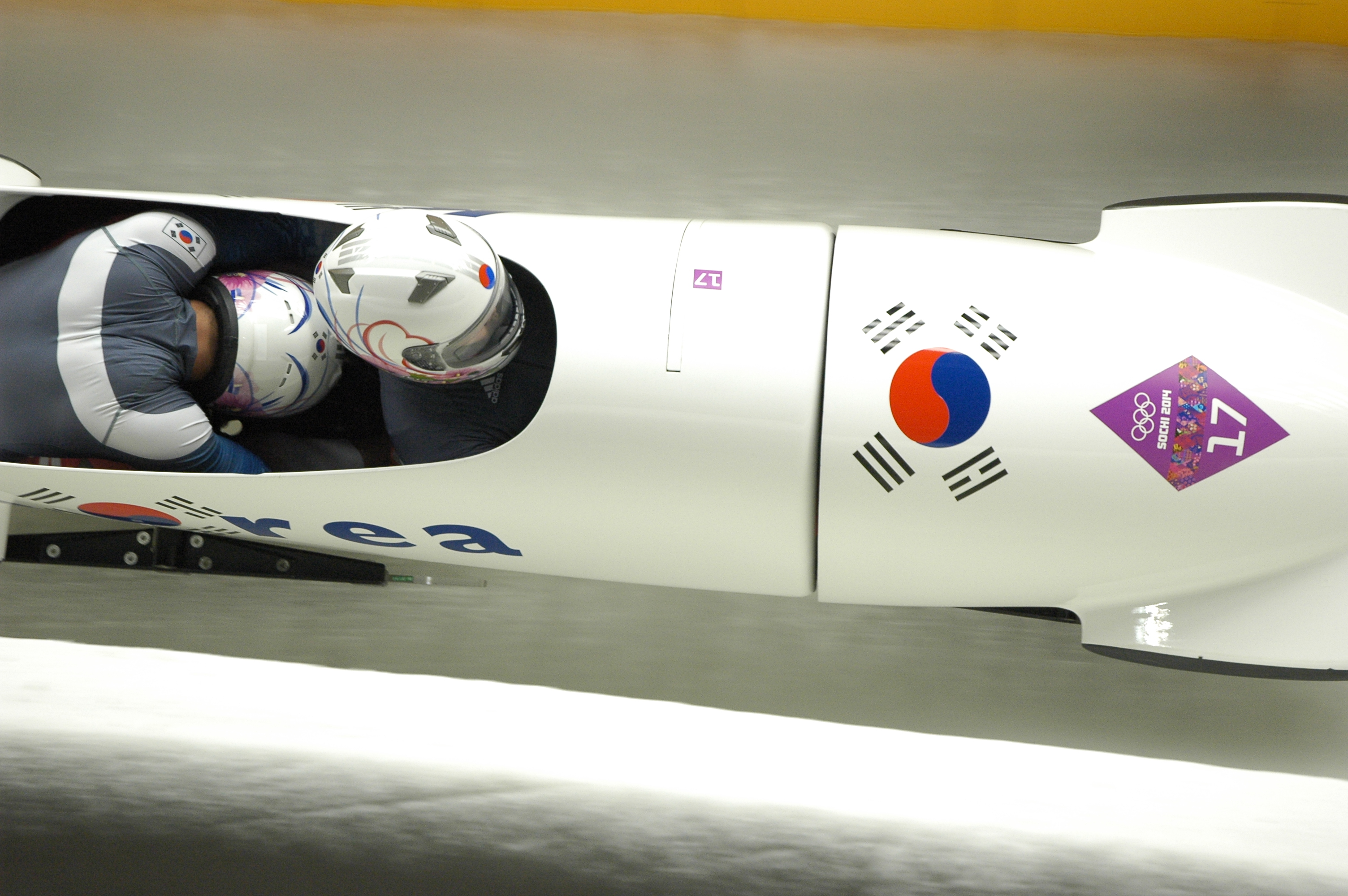
Seo Young-woo e Won Yun-jong in azione a Soči 2014

La disciplina del bob venne introdotta in Corea da Sud da Gang Gwang-bae, studente dell'università di Yonsei durante gli studi ad Innsbruck, in Austria.
La Corea del Sud ha debuttato nelle gare di bob ai Giochi olimpici invernali di Vancouver 2010, piazzando il bob a quattro al 19º posto.
Alle Olimpiadi invernali di Soči 2014, la Corea del Sud è riuscita a qualificare quattro squadre, ma nessuna ha ottenuto risultati soddisfacenti (16º e 23º posto nella gara di bob a due; 18º e 26º tempo nel bob a quattro).
Nella Coppa del Mondo di bob 2016 il bobbista Won Yun-jong vinse la coppa di cristallo, mentre nella Coppa del Mondo di bob 2017 conquistò il terzo posto della classifica finale, mentre i bob a quattro sudcoreani parteciparono solo ad un paio di gare, i cui migliori risultati furono un 5º posto a Lake Placid e un 7º posto a PyeongChang.
Ai XXIV Giochi olimpici invernali ospitati in casa a Pyeongchang 2018, i bobbisti Won Yun-jong, Seo Young-woo, Jun Jung-lin e Kim Dong-hyun conquistarono sulla pista di Alpensia - a pari merito con la Germania - una storica medaglia d'argento nella gara del bob a quattro, prima medaglia del bob per un paese asiatico.

## Partecipazione ai giochi olimpici invernali

### Bob a due maschile
| anno | città       | classifica | composizione |
| ---- | ----------- | ---------- | --- |
| 2010 | Vancouver   | 19°        | Gang Gwang-bae, Lee Jin-Hui, Kim Dong-Hyeon, Kim Jeong-Su                                                           |
| 2014 | Soči        | 18° 25°    | Won Yun-Jong, Seok Yeong-Jin, Jeon Jeong-Rin, Seo Yeong-Wu Kim Dong-Hyeon, Kim Sik, Kim Gyeong-Hyeon, Oh Je-Han     |
| 2018 | Pyeongchang | 2°         | Won Yun-Jong, Jeon Jeong-Rin, Seo Yeong-Wu, Kim Dong-Hyeon                                                          |
| 2022 | Pechino     | 18° 25°    | Won Yun-Jong, Kim Jin-Su, Jeong Hyeon-U, Kim Dong-Hyeon Seok Yeong-Jin, Kim Hyeong-Geun, Kim Tae-Yang, Shin Ye-Chan |

| anno | città       | classifica | composizione                                               |
| ---- | ----------- | ---------- | ---------------------------------------------------------- |
| 2014 | Soči        | 16° 23°    | Won Yun-Jong, Seo Yeong-Wu, Kim Dong-Hyeon, Jeon Jeong-Rin |
| 2018 | Pyeongchang | 6°         | Won Yun-Jong, Seo Yeong-Wu                                 |
| 2022 | Pechino     | 19° 24°    | Won Yun-Jong, Kim Jin-Su Seok Yeong-Jin, Kim Hyeong-Geun   |

### Bob a due femminile
| anno | città       | classifica | composizione              |
| ---- | ----------- | ---------- | ------------------------- |
| 2018 | Pyeongchang | 14°        | Kim Yu-Ran, Kim Min-Seong |

### Monobob femminile
| anno | città   | classifica | composizione |
| ---- | ------- | ---------- | ------------ |
| 2022 | Pechino | 18°        | Kim Yu-Ran   |